# 西野一夫
西野 一夫（にしの かずお、1918年6月10日 - 2005年2月24日）は、元・東宝代表取締役副社長、芸苑社、東宝映像美術初代代表取締役社長。岡山県生まれの熊本県熊本市育ち。東京都港区南青山在住。

## 来歴・人物
1936年4月から東京芦田工業所勤務。1938年に中央大学専門部経済学科中退と同時に東宝に入社。1948年11月、撮影所製作会計課長、1955年9月20日、撮影所製作部長、1960年7月、東京映画出向、撮影所支配人。
1969年3月25日に東宝撮影所支配人・東宝取締役に昇進し、1970年3月31日には馬渕威雄副社長の命で東宝美術代表取締役社長となる。その後、1974年8月22日に東宝常務取締役、1977年5月25日に東宝専務取締役を経て、1987年10月に亡くなった佐藤一郎に代わって芸苑社代表取締役社長となり、1988年には東宝映像、東宝美術が合併し東宝映像美術初代代表取締役社長となる。
2005年2月24日に虚血性心疾患のため死去（享年88歳）。

## 製作作品
1959年-戦国群盗伝